# Confirmació papal
Amb el terme "confirmació papal" es defineix com la tendència de l'època carolíngia s'havia avançat a dir que l'elecció de l'emperador o el rei era legal i vàlid només si era formalment aprovada pel Papa o el seu representant, a través de la unció i la benedicció dels candidats.